# S/2004 (45) 1
S/2004 (45) 1 é segundo e o menor satélite natural do asteroide 45 Eugenia, ele é também o que orbita mais perto de Eugenia, o outro satélite é Petit-Prince, após a sua descoberta ele foi nomeado provisoriamente de S/2004 (45) 1. Foi proposto para este satélite o nome "Princesse".

## Descoberta
Ele foi descoberto no dia 14 de fevereiro de 2004 pelos astrônomos F. Marchis, M. Baek, P. Descamps, J. Berthier, D. Hestroffer e F. Vachier através da análise de três imagens obtidas em fevereiro 2004 a partir do VLT "Yepun" de 8.2 m no Observatório Europeu do Sul (ESO) localizado em Cerro Paranal, no Chile. A sua descoberta foi anunciada em IAUC 8817, no dia 7 de março de 2007 por Franck Marchis e seus colaboradores do IMCCE.

## Características físicas e orbitais
S/2004 (45) 1 tem um diâmetro estimado em torno de 6 km e ele orbita o asteroide Eugenia há uma distância de cerca de ~700 km, com um período orbital de 4,7 dias.